# NGC 5304
NGC 5304 (другие обозначения — ESO 445-52, MCG -5-33-22, PGC 49090) — галактика в созвездии Центавр.
Этот объект входит в число перечисленных в оригинальной редакции «Нового общего каталога».
В галактике вспыхнула сверхновая SN 2005al типа Ia, её пиковая видимая звездная величина составила 15,1.